# Babyrousa babyrussa
Il babirussa delle Molucche (Babyrousa babyrussa Linnaeus, 1758) è una specie di babirussa (genere Babyrousa) presente oggi esclusivamente su alcune isole indonesiane: Mangole e Taliabu, del gruppo delle Sula, e Buru. In passato, il suo areale comprendeva anche l'isola di Sulawesi, dove oggi la specie è estinta.

## Descrizione
Le varie specie di babirussa differiscono tra loro per poche caratteristiche morfologiche: Raggiungono una lunghezza testa-tronco di 85–110 cm e un'altezza al garrese di 65–80 cm; la coda misura 20–32 cm. Hanno un corpo tondeggiante con zampe relativamente lunghe e sottili. Il babirussa delle Molucche è ricoperto da peli relativamente lunghi e fitti, mentre le altre due specie esistenti sono quasi glabre. Inoltre, nel babirussa delle Molucche i peli sono di colore crema-dorato o nero, mentre nel babirussa di Sulawesi (B. celebensis) la pelle è particolarmente spessa e grigio-brunastra con poche setole scure e nel babirussa di Togian (B. togeanensis) i peli sono marroni o neri, relativamente chiari sulle regioni inferiori.
La caratteristica più sorprendente del babirussa sono le zanne straordinariamente ricurve dei maschi. I canini superiori non crescono nella cavità orale, ma direttamente verso l'alto, attraverso la sommità del muso, dove si curvano all'indietro verso la fronte. Possono raggiungere una lunghezza anche di 30 cm. Nelle femmine questi denti sono piccoli o assenti. Anche i canini inferiori si sviluppano all'esterno della bocca, crescendo lateralmente oltre il muso verso l'alto.

## Distribuzione e habitat
Attualmente il babirussa delle Molucche è diffuso esclusivamente su alcune isole indonesiane appartenenti all'arcipelago delle Molucche: Mangole e Taliabu, del gruppo delle Sula, e Buru.
In passato, l'areale di questa specie comprendeva anche l'isola di Sulawesi, dove oggi è estinta. Gli studiosi ritengono che essa sia stata introdotta sulle isole in cui vive attualmente da altre regioni, ma il suo areale originario è attualmente sconosciuto.
I babirussa vivono in aree ricoperte da foresta pluviale tropicale, sulle rive di fiumi e stagni, particolarmente ricche di piante acquatiche.

## Biologia
Riguardo alle abitudini di vita del babirussa delle Molucche, sono disponibili solamente pochi dati concreti. Tuttavia, si ritiene che esse differiscano poco da quelle del babirussa di Sulawesi.
I babirussa sono onnivori e si nutrono di varie parti di piante, come foglie, radici e frutti, nonché di sostanze di origine animale, come invertebrati (insetti e vermi) e piccoli vertebrati. È possibile che questi animali vadano in cerca di cibo in zone particolari, a differenza di altre specie del gruppo dei suiformi, e probabilmente non scavino tanto nel terreno con il muso, a causa della mancanza di un osso rostrale nel naso. Con molta probabilità preferiscono scavare nella sabbia lassa e nel terreno fangoso. La specie che vive a Sulawesi visita anche aree ove si trovano depositi di sale vulcanico, bevendo acqua e ingerendo il terreno. È presumibile che anche Babyrousa babyrussa faccia altrettanto.
Il babirussa delle Molucche forma probabilmente piccoli gruppi che si spostano insieme. Nel babirussa di Sulawesi i maschi più anziani sono stati spesso visti da soli, mentre i gruppi consistono per lo più in bande composte al massimo da cinque animali, di solito femmine con diversi esemplari giovani. Tuttavia, presso i punti d'acqua e in altri luoghi, sono state osservate anche bande di 13 esemplari.

## Tassonomia
Il babirussa delle Molucche viene assegnato, insieme ad altre tre specie, al genere Babyrousa.
Queste quattro specie erano originariamente considerate membri di una singola specie, che nel 2001/2002 è stata suddivisa in specie a sé stanti: B. celebensis, B. togeanensis, B. babyrussa e B. bolabatuensis. Tuttavia, non è ancora ben chiaro se gli animali che vivono sulle isole di Sulawesi, Muna, Buton e Lembeh, che attualmente vengono assegnati al babirussa di Sulawesi, presentino in realtà maggiori affinità con il babirussa delle Molucche.

## Conservazione
La specie è classificata come «vulnerabile» (Vulnerable) dall'Unione internazionale per la conservazione della natura (IUCN) a causa dell'esiguità delle popolazioni. Tale classificazione è giustificata dalle ridotte dimensioni dell'areale, limitato alle isole Sula e a Buru. Inoltre, negli ultimi anni il numero di esemplari è andato riducendosi a causa della perdita dell'habitat dovuta al disboscamento e ad altri tipi di alterazioni ambientali, nonché della caccia da parte delle popolazioni non musulmane. Inoltre, gli studiosi prevedono che questa attuale tendenza continuerà.
Lo stato attuale delle popolazioni di questa specie non è noto, ma si ritiene che questi animali vivano in gran parte indisturbati, specialmente nelle aree boschive rimanenti di Buru e Taliabu.